# سلیا
سلیا (به ایتالیایی: Sellia) یک کومونه در ایتالیا است که در استان کاتانزارو واقع شده‌است. سلیا ۱۲ کیلومتر مربع مساحت و ۵۲۶ نفر جمعیت دارد و ۵۶۰ متر بالاتر از سطح دریا واقع شده‌است.